# Vásárosfalu, Győr-Moson-Sopron
Vásárosfalu  este un sat în districtul Kapuvár, județul Győr-Moson-Sopron, Ungaria, având o populație de 170 de locuitori (2011). 

## Demografie
Componența etnică a satului Vásárosfalu
     Maghiari (97,93%)
     Germani (2,07%)
Componența confesională a satului Vásárosfalu
     Luterani (37,65%)
     Romano-catolici (35,88%)
     Fără religie (1,76%)
     Necunoscută (24,71%)
Conform recensământului din 2011, satul Vásárosfalu avea 170 de locuitori. Din punct de vedere etnic, majoritatea locuitorilor (97,93%) erau maghiari, cu o minoritate de germani (2,07%). Nu există o religie majoritară, locuitorii fiind luterani (37,65%), romano-catolici (35,88%) și persoane fără religie (1,76%). Pentru 24,71% din locuitori nu este cunoscută apartenența confesională.